# Stefan GP
Stefan GP (pełna nazwa Stefan Grand Prix) – serbski zespół, który kandydował do startów w mistrzostwach świata Formuły 1 w sezonach 2010 oraz 2011, jednak nie został przyjęty.

## Historia

### 1996
Założycielem zespołu jest Zoran Stefanović, właściciel serbskiej firmy AMCO. W 1996 brytyjski magazyn „Autosport” donosił, że Stefanović planuje wystawić swój własny zespół w Formule 1. W tym celu Stefanović miał rozpocząć już zatrudnianie pracowników, włączywszy George’a Rytona, byłego dyrektora technicznego Forti, jakkolwiek Ryton zaprzeczył temu twierdząc, iż nie zawierał jeszcze żadnej umowy, a Stefanović jedynie się z nim kontaktował. Stefanović utrzymywał również, że zdołał zebrać 65% budżetu potrzebnego do startów w Formule 1. Bernie Ecclestone nie spotkał się jednak ze Stefanoviciem ws. startów Stefan GP w Formule 1.

### 1998
W 1998 Stefanović chciał wystawić własny zespół w Formule 1 wykorzystujący bolidy Lola T97/30 zespołu MasterCard Lola, który wycofał się z rywalizacji w 1997 po tym, jak ich bolid nie zakwalifikował się do pierwszego wyścigu tracąc kilkanaście sekund do zdobywcy pole position.

### 2010
Ze zgłoszonych zespołów FIA miała wybrać trzy, które miały uzupełnić wolne miejsce w stawce dziesięciu z trzynastu dopuszczalnych zespołów. Stefan GP był jednym z kandydatów, ale nie został jednak wybrany, a do startów zostały dopuszczone zespoły Manor Grand Prix, US F1 i Campos Meta. Zoran Stefanović złożył zażalenie do Komisji Europejskiej na FIA. Zdaniem Serba FIA wymusiła na nowych zespołach używanie jednostek napędowych Cosworth, jeżeli chcą być brani pod uwagę przy wyborze zespołów. W tym samym czasie do francuskiego sądu wpłynął pozew zespołu N.Technology. Stefanović później jednak wycofał swój pozew, a francuski sąd uznał, że rekrutacja nowych zespołów przebiegała zgodnie z prawem.
Po wycofaniu przez BMW swojego fabrycznego zespołu w stawce mistrzostw świata powstało jeszcze jedno wolne miejsce. Stefanović przekonywał ciągle o tym, że ma zamiar wystartować w 2010 roku, mimo że jego team nie był zgłoszony do rekrutacji trzynastego zespołu. Miejsce po niemieckim zespole FIA przydzieliła Lotusowi. Zwolniło się jednak jeszcze jedno miejsce po tym, jak z mistrzostw wycofała się Toyota. Ostatecznie miejsce po japońskim zespole zostało przydzielone Sauberowi.
Stefanović rozpoczął więc rozmowy z Toyotą na temat kupna projektu bolidu TF110. Rozpoczął także rekrutację pracowników do Siedziby w Belgradzie i Niemczech. Szef zespołu niejako potwierdził, że rozmowy zakończyły się powodzeniem, gdyż powiedział, że testy zderzeniowe tylnej struktury bolidu opartego na projekcie Toyoty przebiegły bardzo pomyślnie i można nawet odchudzić konstrukcję. Głównym projektantem zespołu został były inżynier McLarena, Mike Coughlan, główna postać w aferze szpiegowskiej. Zespół w przypadku, gdy nie dostanie się w 2010 roku do stawki Formuły 1, zamierza uczynić to w 2011, a rok 2010 poświęcić na testy bolidu (zespołu nie będzie obowiązywał zakaz testów w trakcie sezonu, gdyż nie jest on zobowiązany do przestrzegania Concorde Agreement). Poza kierowcami testowymi, zespół zamierza umożliwić za opłatą testy innym kierowcom, co umożliwi im ominąć przepis o zakazie testów w trakcie sezonu, który jest dotkliwy zwłaszcza dla kierowców testowych i rezerwowych.
2 lutego 2010 roku biuro zespołu podało, że mimo braku miejsca w stawce na sezon 2010, przetestują bolid w dniach 25–28 lutego na portugalskim torze Algarve. Testy te zostały jednak odwołane, ponieważ Bridgestone nie był skłonny zapewnić zespołowi opony w specifikacji opon z Formuły 1, ani GP2. Nie odbyła się także planowana na 25 lutego prezentacja bolidu. Pojazd o znaczeniu Stefan S-01 miał być napędzany ukrytymi pod nazwą Stefan RG-01 silnikami Toyota RVX-09 V8.
Obsługą jednostki napędowej miał zajmować się japoński zespół. Co więcej, drugiego lutego zespół oświadczył, że wysłał kontenery ze sprzętem do Bahrajnu na pierwszy, a także do Kuala Lumpur na trzeci wyścig sezonu.
Bernie Ecclestone przyznał, że projekt ma wsparcie rządu Serbii. Jean Todt powiedział, że zajęcie ewentualnego wolnego miejsca w sezonie 2010 przez Stefan GP nie jest automatyczne i zależy od decyzji FIA.
19 lutego 2010 roku nastąpiło pierwsze uruchomienie silnika w bolidzie S-01.

Dzisiejszego ranka, 19 lutego 2010 roku, miał miejsce kolejny krok milowy w historii Stefan Grand Prix. O godzinie 8:00, nasz pierwszy samochód – Stefan 01 – został uruchomiony po raz pierwszy. Auto zadziałało bez zarzutu, nie było żadnych problemów i jesteśmy gotowi na jazdę po torze, ale czekamy jeszcze na opony.

Serb wypowiedział się także na temat kierowców.

Oczekujemy wyjaśnienia sytuacji w relatywnie krótkim czasie. W międzyczasie pracujemy bardzo ciężko nad kontraktami z kierowcami. Jesteśmy bardzo bliscy sfinalizowania umowy z Jacquesem Villeneuve’em, a także prawdopodobnie z innym kierowcą jako rezerwowym. Jednakże pierwszym zatrudnionym przez nas kierowcą będzie Kazuki Nakajima.

3 marca FIA oświadczyła, że US F1 Team został wykreślony z listy startowej na sezon 2010. Jednocześnie podkreśliła, że Stefan GP nie otrzyma miejsca po Amerykanach, argumentując to bardzo krótkim czasem na przygotowanie się do nowego sezonu.

### 2011
22 marca 2010 Stefanović potwierdził zakończenie współpracy z Toyotą po tym, jak nie udało mu się otrzymać miejsca w stawce w sezonie 2010. Jednocześnie dodał, że nadal jest zainteresowany dołączeniem do Formuły 1 w niedalekiej przyszłości.
Miesiąc później Serb poinformował, że wysłał do FIA oficjalne zgłoszenie o wolne miejsce w sezonie 2011 i ogłosił plany utworzenia Parku technologicznego w Starej Pazovie, w którym miała się znajdować siedziba zespołu Stefan GP. Potwierdził również, że prowadzi rozmowy z kilkoma kierowcami, a wśród nich takie nazwiska jak siedmiokrotny mistrz WRC Sébastien Loeb czy Austriak Christian Klien.